# Manoir de la Servière
Le manoir de la Servière est un édifice situé à Ceaucé, en France.

## Localisation
Le monument est situé dans le département français de l'Orne, à 4 km au nord-ouest du bourg de Ceaucé, près de la D 262 en direction de Torchamp.

## Architecture
Les façades et les toitures du manoir sont inscrites au titre des monuments historiques depuis le 7 février 1975.